# Герасимова, Дина Васильевна
Дина Васильевна Герасимова (в девичестве — Храмцова) (род. 17 августа 1942) — российский учёный-финноугровед, специалист по мансийскому языку, кандидат филологических наук (1988), преподаватель, общественный деятель. Автор более 150 научных публикаций.

## Биография
Родилась 17 августа 1942 года в д Кошня Таборинского района Свердловской области. Национальность — манси.
В 1947 году семья переехала в с. Леуши Кондинского района Ханты-Мансийского национального округа. В 1961 году закончила Ханты-Мансийское национальное педагогическое училище.

### Трудовая деятельность
Работала в школах поселений Кондинского района: Катыш, Алтай, Шаим, Леуши.
- В 1968 году закончила отделение народов Севера Ленинградского педагогического института им. А.И. Герцена. Работала в школах Ленинграда.
- С 1972 по 1975 год обучалась в очной аспирантуре института им. А.И. Герцена.
- С 1975 по 2003 год работала на факультете народов Севера в институте им. А.И. Герцена на разных должностях.
- С 2003 по 2015 год работала в Югорском государственном университете (проректором по работе с КМНС, заместителем проректора по учебной работе, заведующей кафедрой мансийской филологии, профессором кафедры мансийской филологии и на др. должностях)
- С 2016 года работает в ЮГУ в качестве внештатного преподавателя.
- С 2017 года по настоящее время работает учителем мансийского языка в школе п. Полуночное Ивдельского района Свердловской области.

### Научная деятельность
- В 1988 году защитила кандидатскую диссертацию на тему «Лексика, связанная с охотничьим и рыбным промыслом в мансийском языке».
- В 1998 году получила научное звание доцента.
- Автор более 150 научных публикаций, в том числе: 3 монографии, 24 учебника и учебно-методических пособия по мансийскому языку и мансийской литературе, 2 словаря.
- Научный руководитель студентов и аспирантов Югорского государственного университета. Под её руководством в 2015 году аспирант Кумаева М.В. защитила кандидатскую диссертацию.
- Активный участник научных конференций в России, Венгрии, Германии, Финляндии. Неоднократно выступала с лекциями в Сегедском университете (Венгрия).

### Общественная деятельность
- В 1992-2003 гг. — председатель Санкт-Петербургского отделения общественной организации «Спасение Югры».
- В 2007-2015 гг. — Координатор Ассоциации финно-угорских университетов от Югорского государственного университета.
- В 2009-2015 гг. — член Координационного совета Ассоциации финно-угорских народов РФ от Ханты Мансийского автономного округа — Югры.
- С 2012 г. — член Совета Старейшин коренных малочисленных народов ХМАО-Югры.
- Член Научно-координационного Совета при Департаменте образования и молодёжной политики ХМАО-Югры.

## Награды и премии
Имеет награды и удостоена знаками отличия:
- Почетная Грамота Министерства образования Российской Федерации (1999);
- Ветеран труда Российской Федерации (2002);
- Почетный знак и медаль Лиги малочисленных народов Севера, Сибири и Дальнего Востока (2009);
- Заслуженный деятель науки Ханты Мансийского автономного округа — Югры (2010).

Награждена многочисленными грамотами Думы Ханты-Мансийского автономного округа — Югры и общественных организаций.